# 60.ª División de Fusileros de la Guardia
La 60.ª División de Fusileros de la Guardia fue una división de infantería de élite del Ejército Rojo, formada en enero de 1943 a partir de la segunda formación de la 278.ª División de Fusileros de la Unión Soviética, y sirvió en ese rol hasta después del final de la Gran Guerra Patria (Segunda Guerra Mundial en la Union Soviética).
La división fue formada en el seno del 3.er Ejército de la Guardia del Frente Sudoeste y participó inmediatamente en las operaciones de la contraofensiva soviética de invierno. En primavera, el Frente fue obligado a adoptar una postura defensiva, pero en agosto la división formaba parte del 1.er Ejército de la Guardia de la Unión Soviética, combatiendo en el Dombás y avanzando hacia el río Dniéper, ganando en el proceso un título honorífico. Desde finales de octubre hasta finales de noviembre, la 60.ª de la Guardia ayudó a forzar varios cruces del río en la zona de Zaporiyia, y varias decenas de sus efectivos recibieron la Estrella de Oro como Héroes de la Unión Soviética.
Durante el invierno participó en los combates alrededor de Krivói Rog en el meandro del Dniéper, ahora como parte del 6.º Ejército dentro del renombrado 3.er Frente Ucraniano. En mayo de 1944, al llegar a la frontera con Rumanía, la división fue asignada al 32.º Cuerpo de Fusileros del 5.º Ejército de Choque, y permanecería bajo estos mandos hasta el final de la guerra.
En agosto, la 60.ª participó en la ofensiva que forzó la salida de Rumanía del Eje, y luego se desplazó hacia el norte con su ejército para unirse al 1.er Frente Bielorruso. En su tercera ofensiva invernal cruzó Polonia y Alemania oriental hasta el río Óder, y luego continuó el asalto al sector norte de Berlín en abril de 1945.
Tras la rendición alemana, la división formó parte de las fuerzas de ocupación aliadas en la ciudad, incluyendo la custodia de la Prisión de Spandau tras los Juicios de Núremberg. La división fue disuelta en diciembre de 1946.

## Formación
La 60.ª de la Guardia recibió oficialmente su título de «división de la Guardia» el 3 de enero. Una vez completada su reorganización, su orden de batalla quedó de la siguiente manera:
- 177.º Regimiento de Fusileros de la Guardia (anteriormente 851.º Regimiento de Fusileros)
- 180.º Regimiento de Fusileros de la Guardia (anteriormente 853.º Regimiento de Fusileros)
- 185.º Regimiento de Fusileros de la Guardia (anteriormente 855.º Regimiento de Fusileros)
- 132.º Regimiento de Artillería de la Guardia (anteriormente 847.º Regimiento de Artillería)[1]
- 65.º Batallón Antitanque de la Guardia (posteriormente 65.º Batallón de Artillería Autopropulsada de la Guardia)
- 75.ª Batería Antiaérea de la Guardia (hasta el 10 de mayo de 1943)
- 63.ª Compañía de Reconocimiento de la Guardia
- 72.º Batallón de Zapadores de la Guardia
- 91.º Batallón de Transmisiones de la Guardia
- 69.º Batallón Médico-Sanitario de la Guardia
- 64.ª Compañía de Defensa Química (Antigás) de la Guardia
- 67.ª Compañía de Transporte Motorizado de la Guardia
- 58.ª Panadería de Campaña de la Guardia
- 57.º Hospital Veterinario Divisional de la Guardia
- 1688.ª Estación Postal de Campaña
- 1114.ª Oficina de Campaña del Banco del Estado

El 177.º Regimiento de Fusileros de la Guardia fue designado inicialmente como 178.º, pero ese número ya había sido asignado a la 58.ª División de Fusileros de la Guardia unos días antes.
El coronel Dmitri Petróvich Monájov se mantuvo al mando de la división y fue ascendido al rango de general de mayor dos días después. La división no completó su reorganización como unidad de la Guardia ni recibió su estandarte hasta el 13 de febrero.

### Operación Pequeño Saturno
El 8 de enero, el comandante del Frente Sudoeste, coronel general N. F. Vatutin, informó al STAVKA sobre sus planes para desarrollar la contraofensiva de invierno: 
El enemigo a lo largo de los ejes de Raión de Morózovski y Shajty está completando la retirada de sus fuerzas derrotadas detrás del Donets del Norte... El 3.er Ejército de la Guardia, reforzado adicionalmente con los 2.º y 23.º Cuerpo de Tanques y la 346.ª División de Fusileros de la Unión Soviética, debe lanzar su ataque principal con las fuerzas de las 59.ª División de Fusileros de la Guardia y 60.ª Divisiones de la Guardia, la 266.ª División de Fusileros de la Unión Soviética, la 94.ª Brigada de Fusileros y los 23.º y 24.º Cuerpo de Tanques de la URSS... a lo largo del frente Sharpaevka–Gusynka hacia Verkhnyaya Tarasovka–Glubokii, y luego en dirección a Gundorovskaya y Krasnyi Sulin.
Durante ese mes, la división fue emparejada con la 203.ª División de Fusileros de la Unión Soviética para formar el Grupo Monájov. Vatutin informó además, el 30 de enero, que el grupo estaba conteniendo fuerzas del Eje en el sector de Nizhnii Vishnevetskii a Kalitvenskaya y enfrentaba repetidos contraataques con hasta un batallón de infantería, apoyado por 10–18 tanques y 4–6 bombarderos.
A comienzos de febrero, el 3.er Ejército de la Guardia mantenía una cabeza de puente sobre el Donets del Norte, al sur de Voroshilovgrado, desde la cual rompió el frente el 12 de febrero en dirección a la liberación de esa ciudad. El 20 de febrero, la división estaba en el flanco derecho (norte) del ejército, al norte de Pervomaisk, enfrentando a elementos del XXX Cuerpo de Ejército alemán. El general Vatutin informó que la 60.ª y la 61.ª División de la Guardia, junto con la 279.ª División de Fusileros y la 229.ª Brigada de Fusileros, habían realizado un reagrupamiento durante la noche y lanzaron el ataque a las 16:00 horas desde el frente de Kripaki y Smelyi hacia Krivorozhe.
Sin embargo, ese mismo día, el 4.º y el 1.er Ejército Panzer alemanes iniciaron la contraofensiva que se convertiría en la Tercera batalla de Járkov. Aunque el ataque iba dirigido principalmente contra el Frente de Vorónezh, el Frente Sudoeste también sufrió embates y la crisis general impidió cualquier avance soviético adicional.
Ante la crisis, la 60.ª de la Guardia fue reasignada al 19.º Cuerpo de Fusileros del 1.er Ejército de la Guardia, y el 28 de febrero se informó que se había retirado de la línea Malaia Kamyshevakha–Sukhaia Kamenka hacia las regiones de Dmitrievka, Brazhevka, Suligovka y Dolgenkaia para organizar una defensa. El cuerpo pronto formó una segunda línea defensiva y fue capaz de resistir mientras la ofensiva alemana avanzaba hacia el norte.

## Hacia Ucrania

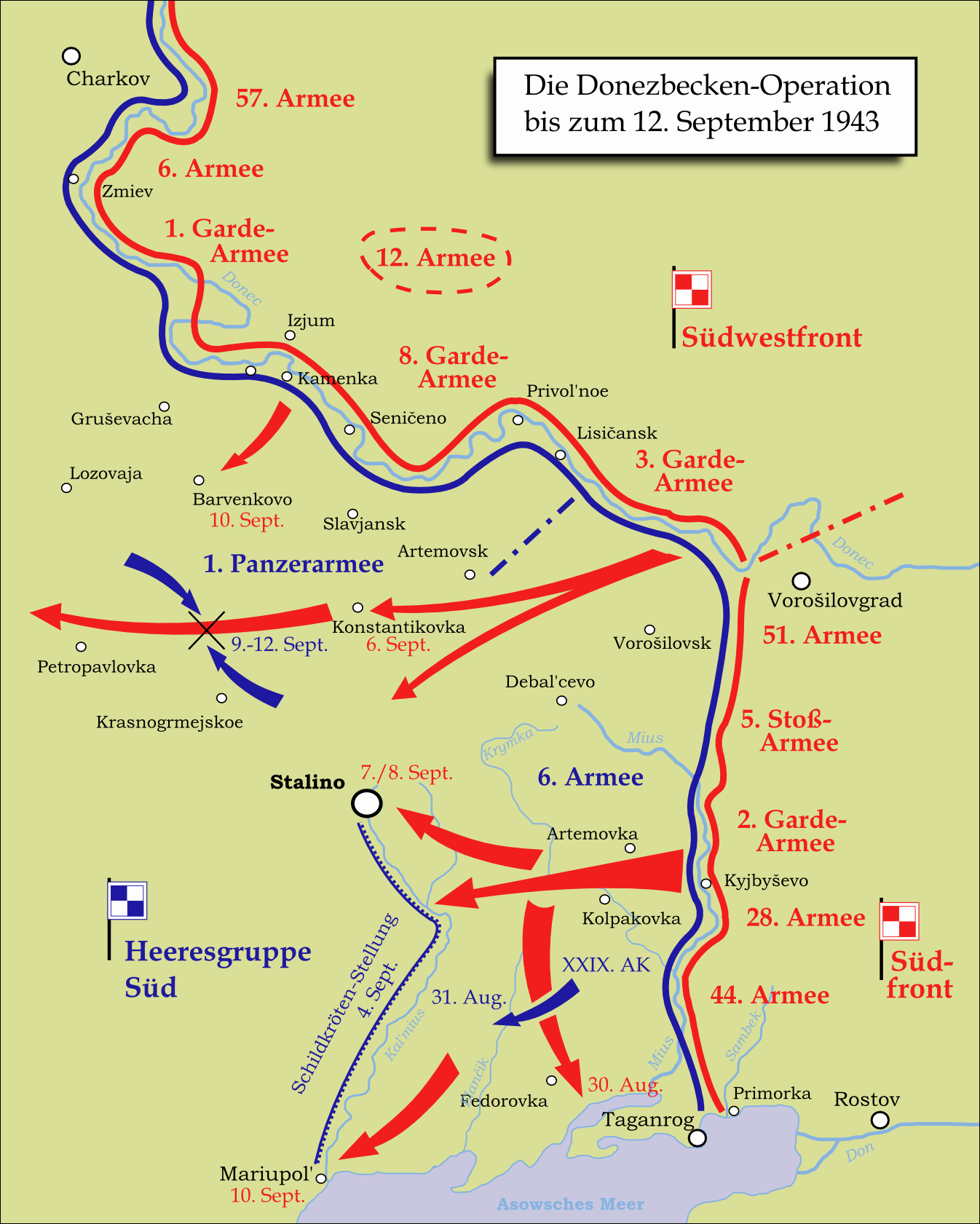
Mapa de la ofensiva del Dombás (en alemán)

El 1 de marzo, la división fue transferida al 6.º Cuerpo de Fusileros de la Guardia, aún dentro del 1.er Ejército de la Guardia. Permaneció en ese cuerpo hasta junio, cuando pasó a depender directamente del mando del ejército, y todavía estaba en esa situación a principios de agosto, cuando comenzó la ofensiva del Dombás el día 13.
Ayudó al 1.er Ejército de la Guardia a forzar un cruce del Donets, pero pronto fue transferida al 67.º Cuerpo de Fusileros del 12.º Ejército, que hasta entonces había estado en reserva del frente. Bajo estos mandos, avanzó por las llanuras del este de Ucrania hacia Dnipropetrovsk y el meandro del Dniéper.
Durante este avance, el 18 de septiembre, mientras servía en el 66.º Cuerpo de Fusileros del 12.º Ejército, la 60.ª de la Guardia recibió el honorífico «Pavlogrado» en reconocimiento a su papel en la segunda liberación de esa ciudad.
A principios de octubre, la división quedó bajo el mando directo del 12.º Ejército, que se había reducido a solo cuatro divisiones de fusileros. La unidad acababa de toparse con una cabeza de puente que las fuerzas alemanas trataban de mantener en la orilla este del Dniéper, al este de Zaporiyia. El STAVKA exigió que dicha cabeza de puente fuera eliminada lo antes posible. El comandante del frente, el general de ejército R. Ya. Malinovski, solicitó y obtuvo el uso del 8.º Ejército de la Guardia para este propósito, declarando que con él podría tomar el objetivo «en dos días».
El ataque comenzó a las 22:00 del 13 de octubre, con el 8.º Ejército de la Guardia en el centro, el 12.º Ejército avanzando desde el norte y el 3.º Ejército de la Guardia desde el sur. Malinovski cumplió su plazo con tiempo de sobra, ya que las fuerzas del 1.er Ejército Panzer abandonaron Zaporiyia, destruyendo la presa y el puente ferroviario durante su retirada hacia la orilla occidental.
El 14 de octubre, la división fue condecorada con la Orden de la Bandera Roja en reconocimiento a su destacado servicio general.

### Operaciones en el Dniéper

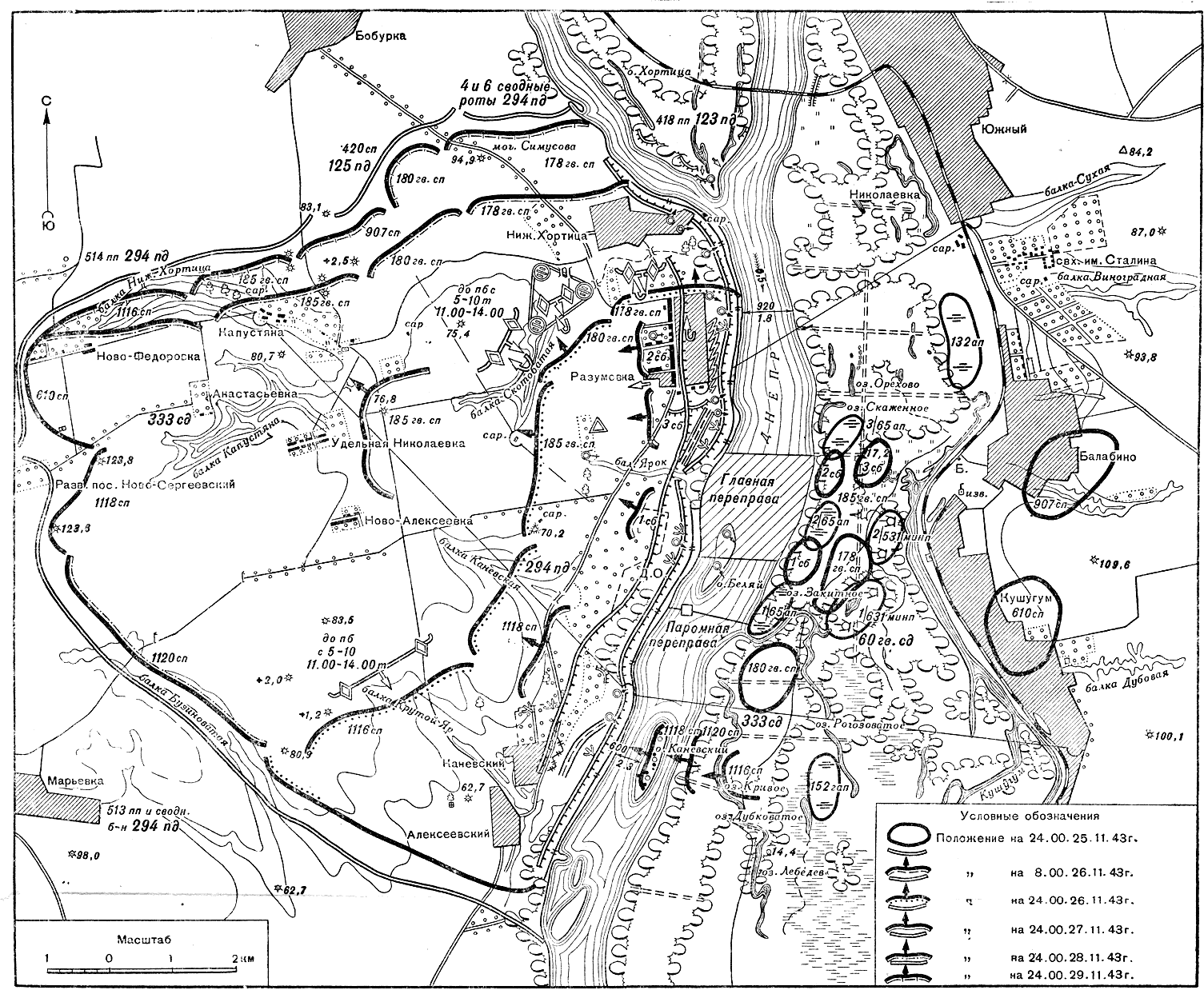
Cruce del Dniéper por el 6.º Ejército, noviembre de 1943

Mientras tanto, gran parte del resto del Frente Sudoeste (renombrado como 3.er Frente Ucraniano el 20 de octubre) liberó Dnipropetrovsk y Dneprodzerzhinsk.
La 60.ª de la Guardia se encontraba ahora frente a Jortytsia, la mayor isla del Dniéper con 12,5 km (7,8 mi) de longitud y 2,5 km (1,6 mi) de ancho, que divide el río en dos canales. En la noche del 24 al 25 de octubre, el 185.º Regimiento de la Guardia, dirigido por el teniente coronel Semión Mijáilovich Viljovski, junto con el 177.º Regimiento de la Guardia y el 5.º Batallón Disciplinario Independiente, cruzaron a la isla y establecieron una cabeza de puente en el extremo sur y sudeste de la misma.
Esta posición fue atacada ferozmente por contraataques alemanes, y tras tres días se volvió insostenible; las fuerzas soviéticas fueron retiradas a la orilla oriental.
En noviembre, el cuartel general del 12.º Ejército fue disuelto y sus fuerzas pasaron al mando del 6.º Ejército. El Grupo de Ejércitos Sur alemán mantenía otra cabeza de puente en la orilla oriental centrada en Nikopol.
Para flanquear y eliminar esta posición, el 3.er Frente Ucraniano planificó nuevamente forzar el Dniéper desde el norte. En la noche del 26 al 27 de noviembre, la 60.ª de la Guardia avanzó hacia Jortytsia junto con la 333.ª División de Fusileros, situada al sur. Ambas divisiones cruzaron a la orilla occidental bajo intenso fuego de artillería y ametralladoras alemanas.
El Regimiento 185.º de la Guardia, nuevamente liderado por Viljovski, encabezó el cruce y estableció una pequeña cabeza de puente cerca del pueblo de Razumovka, a 20 km (12,4 mi) al sur de Zaporiyia. Este éxito permitió que el resto de la división cruzara, y en los días siguientes, la 60.ª y la 333.ª ampliaron la cabeza de puente a pesar de varios contraataques alemanes apoyados por blindados.
En reconocimiento a su liderazgo y valentía, el 22 de febrero de 1944, el teniente coronel Viljovski fue nombrado Héroe de la Unión Soviética.
Entre los muchos soldados de la división condecorados durante las operaciones en el Dniéper destaca el teniente Afanasi Petróvich Shilin, jefe de inteligencia del 132.º Regimiento de Artillería de la Guardia. Durante el cruce inicial a Jortytsia, los alemanes destruyeron su estación de radio, pero Shilin lideró personalmente un asalto en el que mató a siete soldados enemigos. Luego regresó a la orilla oriental, trajo una radio de repuesto y tendió una línea telefónica hasta su posición en la isla. Continuó dirigiendo la defensa contra los contraataques alemanes hasta que la isla fue evacuada.
El 22 de febrero de 1944 fue también declarado Héroe de la Unión Soviética por estas acciones. En enero de 1945, durante la Ofensiva del Vístula-Óder, Shilin volvió a distinguirse en combate cuerpo a cuerpo y fue condecorado por segunda vez como Héroe de la Unión Soviética, una distinción muy poco común para un oficial subalterno.
En diciembre, la 60.ª División volvió al 66.º Cuerpo de Fusileros, que incluía a las cuatro divisiones del 6.º Ejército. El 29 de diciembre, el general Monájov entregó el mando al general de mayor Vasili Pávlovich Sokolov. Monájov pasó luego a dirigir el 28.º Cuerpo de Fusileros de la Guardia, antes de morir por heridas de combate el 18 de febrero de 1944. Por su parte, Sokolov se mantuvo al mando de la 60.ª División de la Guardia incluso después de la guerra.

### Ofensiva de Nikopol–Krivói Rog

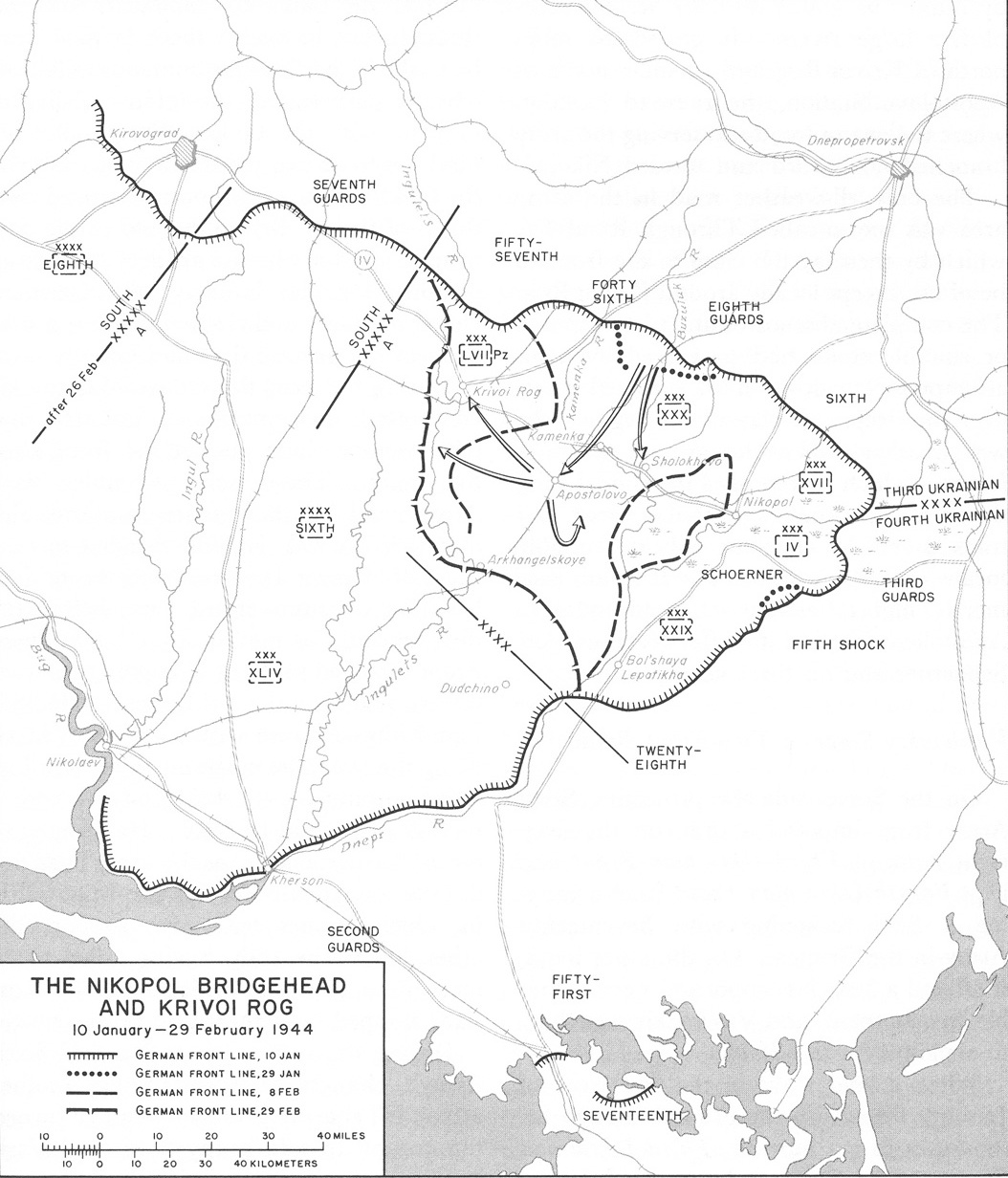
Mapa de la Ofensiva de Nikopol–Krivói Rog

El primer intento del 3.er Frente Ucraniano para reanudar el avance hacia Krivói Rog comenzó el 10 de enero de 1944, liderado principalmente por el 46.º Ejército, pero logró avances modestos con un alto coste y fue detenido el día 16. La ofensiva fue renovada el 30 de enero, después de una intensa preparación de artillería contra las posiciones del XXX Cuerpo de Ejército alemán en el mismo sector, pero fue respondida con un contrabarrido de artillería que desorganizó el ataque.
Un nuevo intento al día siguiente, respaldado por un apoyo de artillería y aéreo aún mayor, logró ciertos avances pero no consiguió penetrar completamente la línea defensiva alemana. La cabeza de puente alemana de Nikopol había sido debilitada por el traslado de fuerzas a otros sectores, y el 4.º Frente Ucraniano logró abrir una cuña profunda en su flanco sur. El 4 de febrero, el 6.º Ejército alemán ordenó evacuar la cabeza de puente.
La 60.ª División de la Guardia se encontraba entonces nuevamente como división independiente dentro del 6.º Ejército.
Durante febrero, el 6.º Ejército fue reforzado y la división fue asignada al 32.º Cuerpo de Fusileros, junto a la 259.ª y la 266.ª Divisiones de Fusileros. Permanecería en este cuerpo hasta el final de la guerra.
La batalla por Krivói Rog continuó hasta finales de ese mes. El 4 de marzo, los cuatro frentes ucranianos lanzaron una nueva ofensiva hacia el oeste de Ucrania. Para el 20 de marzo, el 3.er Frente Ucraniano había alcanzado el río Bug Meridional.
Durante este avance, el 32.º Cuerpo fue transferido al 46.º Ejército.

## Ofensivas de Jassy–Kishinev

### Primera ofensiva de Jassy–Kishinev
A comienzos de abril de 1944, el 46.º Ejército se acercaba al río Dniéster, frontera con el territorio rumano de Moldavia. El 8 de abril, el general Malinovski ordenó al ejército avanzar lo más rápido posible hacia un amplio sector al norte y sur de Tiráspol, con el objetivo de forzar el cruce del río y capturar varias posiciones alemanas en la orilla occidental, en apoyo al avance del 37.º Ejército sobre Chișinău.
El 11 de abril por la mañana, el 46.º Ejército perseguía a las fuerzas alemanas desorganizadas a través del Dniéster, con el 32.º Cuerpo en su flanco izquierdo (sur). Este llegó al río al final del día, frente a Olănești, con la 60.ª División de la Guardia en segunda línea. Su objetivo inmediato era capturar esta fortaleza natural, aunque se enfrentaba a varios obstáculos formidables.
La llanura de inundación del Dniéster alcanzaba hasta 5 km (3,1 mi) al este del río y estaba mayoritariamente anegada, mientras que la orilla oeste tenía una llanura menor de 1 km (0,6 mi) dominada por una altiplanicie de entre 150 y 175 metros de altitud. A pesar de ello, el cuerpo comenzó sus preparativos de cruce al día siguiente.
En el intento inicial, las divisiones 259.ª y 266.ª lograron establecer pequeños enclaves cerca de Olănești, pero el terreno anegado dificultaba el avance de armamento pesado y suministros. La ofensiva fue detenida antes de que la 60.ª División fuese comprometida.
Malinovski planeó reanudar el ataque el 19 de abril. El 46.º Ejército apoyaría el asalto del 5.º Ejército de Choque contra la aldea fortificada de Cioburciu, pese a que todavía enfrentaban fuerte resistencia alemana y aguas profundas.
El ataque tuvo que posponerse por mal tiempo hasta el 25 de abril. Cuando finalmente comenzó, la 266.ª División avanzó hasta 3 km (1,9 mi) al norte de Purcari, pero no se alcanzaron las cotas clave en la altiplanicie y la ofensiva terminó en un punto muerto.
A esas alturas, el 2.º Frente Ucraniano también estaba estancado en el eje de Târgu Frumos hacia Iași. Malinovski recibió la orden de retomar la ofensiva entre el 15 y 17 de mayo. Para ello, el 3.er Frente Ucraniano realizó un reagrupamiento complejo, concentrando al 8.º Ejército de la Guardia y al 5.º Ejército de Choque al norte de Grigoriopol.
El 32.º Cuerpo de Fusileros —que incluía ahora a las divisiones 60.ª de la Guardia, 259.ª y 416.ª— fue transferido al 5.º Ejército de Choque. Este reagrupamiento fue lento y por fases, y el cuerpo no comenzó su movimiento hasta el 10 de mayo.
Cuando finalmente llegó, el 34.º Cuerpo de Fusileros de la Guardia ya había sido prácticamente destruido en la «botella» del Dniéster al norte de Grigoriopol. El 32.º Cuerpo apenas logró cubrir la retirada de los supervivientes hacia la orilla este. El Frente Ucraniano pasó entonces a la defensiva.

### Segunda ofensiva de Jassy–Kishinev
Durante los meses siguientes, el frente reconstruyó sus fuerzas para una nueva ofensiva destinada a separar al 6.º Ejército alemán del 3.º Ejército rumano, eliminar a este último y capturar Chișinău antes de penetrar en Rumanía.
Aunque la ofensiva general comenzó el 20 de agosto, el 5.º Ejército de Choque no formaba parte del grupo de choque principal y debía lanzar ataques de distracción contra elementos del 6.º Ejército.
El comandante del ejército, teniente general N. E. Berzarín, planeó el ataque principal del 32.º Cuerpo a lo largo de un frente de 6 km entre Puhăceni y Speia, frente a elementos de las divisiones alemanas 294.ª y 320.ª.
El cuerpo comenzó su reagrupamiento la noche del 20 al 21 de agosto y lo completó al día siguiente.
El ataque del 5.º Ejército de Choque comenzó la noche del 22 al 23 de agosto, mientras el cerco a las fuerzas del Eje en Chișinău se estrechaba por los ataques combinados del 2.º y 3.er Frentes Ucranianos.
El 32.º Cuerpo avanzó sobre la ciudad desde el este, aunque fue el 26.º Cuerpo de Fusileros de la Unión Soviética quien la alcanzó primero el día 23. Al mismo tiempo, el 32.º Cuerpo cruzó el río Byk y cortó la vía férrea entre Bender y Chișinău. El ejército recibió la orden de continuar su avance durante la noche y capturar la ciudad al día siguiente.
Chișinău fue oficialmente liberada a las 04:00 horas.
Ese mismo día, dos regimientos de la división recibieron títulos honoríficos:
«KISHINEV... 177.º Regimiento de Fusileros de la Guardia (teniente coronel Vasili Nikoláievich Kosov)... 132.º Regimiento de Artillería de la Guardia (mayor Vladímir Afanásievich Zemlianski)... Las tropas que participaron en la liberación de Kishinev, por orden del Mando Supremo del 24 de agosto de 1944 y un saludo en Moscú, recibieron 24 salvas de artillería desde 324 cañones.»
Tres unidades de la división serían condecoradas el 7 de septiembre por su papel en las batallas de Bender y Chișinău:
- El 180.º Regimiento de Fusileros de la Guardia recibió la Orden de la Bandera Roja;
- El 185.º Regimiento de Fusileros de la Guardia fue galardonado con la Orden de Bogdán Jmelnitski, 2.º grado;
- El 72.º Batallón de Zapadores de la Guardia recibió la Orden de la Estrella Roja.[30]

En los días siguientes, el 5.º Ejército de Choque participó en el cerco y destrucción del grupo alemán de Chișinău. Para el 24 de agosto había alcanzado la orilla derecha del río Botna, con el 32.º Cuerpo desplegado en la línea de Bardar a Khanul Veke.
Se estimaba que unas 37 000 tropas alemanas permanecían dentro del cerco. Aunque varios miles lograron escapar temporalmente, los ejércitos 6.º alemán y 3.º rumano quedaron efectivamente destruidos.
Tras la ofensiva, el 5.º Ejército de Choque fue trasladado a la Reserva del Alto Mando Supremo. Allí, el 65.º Batallón Antitanque de la Guardia fue reequipado con cañones autopropulsados SU-76, convirtiéndose en el 65.º Batallón de Artillería Autopropulsada de la Guardia. En octubre, el ejército pasó a depender del 1.er Frente Bielorruso, bajo cuyo mando permanecería hasta el final de la guerra.

## Hacia Polonia y Alemania
En preparación para la Ofensiva del Vístula-Óder en enero de 1945, el 5.º Ejército de Choque de la Unión Soviética fue trasladado a la cabeza de puente de Magnuszew, en la orilla occidental del río Vístula, ocupada por el 8.º Ejército de la Guardia de la Unión Soviética desde el verano anterior.
El ejército, con apoyo de la artillería del 2.º Ejército de Tanques de la Guardia, debía romper la línea defensiva alemana en un frente de 6 km entre Wybrowa y Stszirzina, y facilitar el paso de unidades blindadas para explotar la ruptura en dirección a Branków, Goszczyn y Błędów el primer día.
La ofensiva comenzó a las 08:55 del 14 de enero con un reconocimiento en fuerza seguido por una preparación de artillería de 25 minutos. En los sectores del 5.º Ejército de Choque y el 8.º de la Guardia se capturaron rápidamente 3–4 líneas de trincheras alemanas.
El avance prosiguió con fuego rodado de artillería y logró penetraciones de hasta 12-13 km (7,5-8,1 mi) durante ese día y la noche siguiente. El 15 de enero, las fuerzas soviéticas iniciaron la persecución.
El 17 de enero, la 60.ª División de la Guardia participó en la liberación de Sochaczew, Skierniewice y Łowicz. En reconocimiento, el 19 de febrero:
- El 177.º Regimiento de Fusileros de la Guardia recibió la Orden de la Bandera Roja;
- El 65.º Batallón de Artillería Autopropulsada de la Guardia recibió la Orden de Bogdán Jmelnitski, 3.º grado.[35]

Entre el 18 y 19 de enero, las fuerzas móviles del Frente avanzaron más de 100 km (62,1 mi), mientras que las unidades combinadas avanzaban entre 50-55 km (31,1-34,2 mi).
El 26 de enero, el mariscal G. K. Zhúkov informó al STAVKA de sus planes para continuar la ofensiva. El 5.º Ejército de Choque debía avanzar en dirección a Neudamm, cruzar el río Óder en Alt Blessin y continuar hacia Nauen.
El 28 de enero, el 2.º Ejército de Tanques de la Guardia y el 5.º Ejército de Choque rompieron desde la marcha la Muralla de Pomerania, y para fin de mes alcanzaron la orilla oriental del Óder, al sur de Küstrin, estableciendo una cabeza de puente de 12 km de ancho por 3 km de profundidad. Esa sería su línea de partida para la última ofensiva hacia Berlín.

### Batalla de Berlín
Al inicio de la Batalla de Berlín, el 5.º Ejército de Choque era uno de los cuatro ejércitos principales del 1.er Frente Bielorruso.
Se desplegó en la cabeza de puente de Küstrin, en un frente de 9 km entre Letschin y Golzow. El ataque principal se concentró en un sector de 7 km cerca de Golzow. El 32.º Cuerpo tenía a la 60.ª y a la 295.ª Divisiones en primera línea, y a la 416.ª en reserva. Cada división contaba con entre 5.000 y 6.000 efectivos.
El ejército concentraba 43 tanques y cañones autopropulsados por kilómetro en el sector de ruptura.
En los días previos, el 3.er Ejército de Choque fue desplegado en secreto en la misma cabeza de puente, lo cual exigió reagrupamientos y operaciones de cobertura por parte del 5.º Ejército.
El 14 de abril, cinco divisiones del ejército —incluyendo la 60.ª— iniciaron un reconocimiento en fuerza. El batallón de la 60.ª avanzó 1,5 km y capturó una estación ferroviaria al sureste de Zechin.
El 15 de abril, las tropas continuaron el combate, superando resistencia alemana y avanzando de 1 a 3 km, alcanzando una línea entre los marcadores 8.2 y 8.7 hasta una casa al sudeste de Buschdorf. Se rompió el cinturón más denso de campos minados y se confundió al enemigo sobre el momento del ataque principal.
El 16 de abril, a las 05:20, comenzó la ofensiva general con una preparación de artillería de 20 minutos y apoyo de reflectores. El 32.º Cuerpo avanzó 8 km y alcanzó la orilla este del Alte Oder.
El 17 de abril ayudó al 1.er Cuerpo Mecanizado a forzar el río y ocupar una línea desde el Stafsee hasta Hermersdorf.
El 18 de abril, el cuerpo avanzó otros 3 km con apoyo del 11.º Cuerpo de Tanques. El 19 de abril, enfrentó intensos contraataques de la 11.ª División SS de Granaderos Panzer Nordland, apoyada por 10–12 tanques, pero logró avanzar 9 km hasta el extremo noroeste del Scharmützelsee.
Durante la noche, completó la ruptura de la tercera línea defensiva. El 20 de abril, tras rechazar cuatro contraataques, avanzó otros 7 km. El 21 de abril, el cuerpo cubrió 23 km, capturó Strausberg y entró en los suburbios de Marzahn y Wuhlgarten.
El 22 de abril, penetró 1,5 km en Berlín y combatió en Friedrichsfelde. El 23 alcanzó la orilla oriental del río Spree. El 26 de abril llegó a las calles Kaiserstrasse y Alexanderstrasse.
El 27 y 28 de abril apenas avanzó 400–500 metros por día, pero el colapso del enemigo era inminente. El 2 de mayo se produjo la capitulación.
Por su participación en la toma de Berlín, recibieron títulos honoríficos:
- El 180.º Regimiento de Fusileros de la Guardia (mayor D. V. Kyzov),
- El 185.º Regimiento de Fusileros de la Guardia (teniente coronel P. I. Milov),
- El 65.º Batallón de Artillería Autopropulsada de la Guardia (mayor I. F. Filíppovich).[39]

## Posguerra
Al finalizar los combates, los hombres y mujeres de la división portaban el título completo de: 60.ª División de Fusileros de la Guardia, Pavlogrado, condecorada con la Orden de la Bandera Roja. [En ruso: 60-я гвардейская стрелковая Павлоградская Краснознамённая дивизия.]
El 28 de mayo de 1945, la división fue condecorada con la Orden de Suvórov, 2.º grado, por su papel en la captura de Berlín.
El 29 de mayo, el general Vasili Pávlovich Sokolov fue nombrado Héroe de la Unión Soviética.
La división fue disuelta en diciembre de 1946, al igual que gran parte del 5.º Ejército de Choque de la Unión Soviética.
Una compañía del 185.º Regimiento de Fusileros de la Guardia pudo haber sido utilizada para formar el 137.º Batallón Independiente de Guardia y Comandancia (Komendantsky) de la Administración Militar Soviética en Alemania, que más tarde se expandió y transformó en la 6.ª Brigada Motorizada Independiente de Guardia.
Esta última heredó oficialmente las tradiciones del 185.º Regimiento en 1982, convirtiéndose en la 6.ª Brigada Motorizada Independiente de Guardia.

### Citas
1. ↑  Charles C. Sharp, "Red Guards", Soviet Guards Rifle and Airborne Units 1941 to 1945, Soviet Order of Battle World War II, Vol. IV, Nafziger, 1995, p. 69
2. ↑  Perechen Nº 5; ver Bibliografía
3. 1 2 3  Sharp, "Red Guards", p. 69
4. ↑  Soviet General Staff, Rollback, ed. y trad. R. W. Harrison, Helion & Co., Ltd., Solihull, Reino Unido, 2015, edición Kindle, Parte VI, secciones 8, 20
5. ↑  David M. Glantz, After Stalingrad, Helion & Co., Ltd., Solihull, Reino Unido, 2011, pp. 150, 162
6. ↑  John Erickson, The Road to Berlin, Weidenfeld and Nicolson Ltd., Londres, Reino Unido, 1983, pp. 49–54
7. ↑  Glantz, After Stalingrad, pp. 185, 189, 194
8. ↑  Composición de combate del Ejército Soviético, 1943, pp. 65, 113, 138, 164, 196
9. ↑  Composición de combate del Ejército Soviético, 1943, p. 225
10. ↑  http://www.soldat.ru/spravka/freedom/1-ssr-5.html. En ruso. Consultado el 13 de mayo de 2020.
11. ↑  Composición de combate del Ejército Soviético, 1943, p. 253
12. ↑  Erickson, The Road to Berlin, pp. 138–139
13. ↑  Affairs Directorate of the Ministry of Defense of the Soviet Union, 1967a, p. 217.
14. ↑  Estado Mayor General Soviético, The Battle of the Dnepr, ed. y trad. R. W. Harrison, Helion & Co., Ltd., Solihull, Reino Unido, 2018, pp. 77, 80
15. 1 2  http://www.warheroes.ru/hero/hero.asp?Hero_id=11758. En ruso; traducción al inglés disponible. Consultado el 15 de mayo de 2020.
16. ↑  Composición de combate del Ejército Soviético, 1943, p. 310
17. ↑  http://www.warheroes.ru/hero/hero.asp?Hero_id=3. En ruso; traducción al inglés disponible. Consultado el 15 de mayo de 2020.
18. ↑  Composición de combate del Ejército Soviético, 1944, p. 19
19. ↑  Earl F. Ziemke, Stalingrad to Berlin, Center of Military History, Ejército de los Estados Unidos, Washington D.C., 1968, pp. 240–242
20. ↑  Composición de combate del Ejército Soviético, 1944, p. 48
21. ↑  Composición de combate del Ejército Soviético, 1944, p. 78
22. ↑  Ziemke, Stalingrad to Berlin, pp. 273–275, 277, 282–283
23. ↑  Composición de combate del Ejército Soviético, 1944, p. 109
24. ↑  Glantz, Red Storm Over the Balkans, University Press of Kansas, Lawrence, KS, 2007, pp. 113, 133–135, 137
25. ↑  Glantz, Red Storm Over the Balkans, pp. 143–144, 146–147, 157–158
26. ↑  Glantz, Red Storm Over the Balkans, pp. 284–285, 287, 293, 304–314
27. ↑  Estado Mayor General Soviético, The Iasi-Kishinev Operation, ed. y trad. R. W. Harrison, Helion & Co., Ltd., 2017, pp. 52–53, 83
28. ↑  Estado Mayor General Soviético, The Iasi-Kishinev Operation, pp. 120–121, 123, 127
29. ↑  http://www.soldat.ru/spravka/freedom/1-ssr-3.html. En ruso. Consultado el 22 de mayo de 2020.
30. ↑  Affairs Directorate of the Ministry of Defense of the Soviet Union, 1967a, pp. 485–487.
31. ↑  Estado Mayor General Soviético, The Iasi-Kishinev Operation, pp. 127, 134–137
32. ↑  Composición de combate del Ejército Soviético, 1944, pp. 299, 315
33. ↑  Estado Mayor General Soviético, Prelude to Berlin, ed. y trad. R. W. Harrison, Helion & Co., Ltd., 2016, pp. 40, 55, 573–575
34. ↑  Estado Mayor General Soviético, Prelude to Berlin, pp. 72–73
35. ↑  Affairs Directorate of the Ministry of Defense of the Soviet Union, 1967b, pp. 230–231.
36. ↑  Estado Mayor General Soviético, Prelude to Berlin, pp. 76, 82, 589–590
37. ↑  Estado Mayor General Soviético, The Berlin Operation 1945, ed. y trad. R. W. Harrison, Helion & Co., Ltd., edición Kindle, capítulo 11
38. ↑  Estado Mayor General Soviético, The Berlin Operation 1945, capítulo 12
39. ↑  http://www.soldat.ru/spravka/freedom/5-germany.html. En ruso. Consultado el 26 de mayo de 2020.
40. ↑  Affairs Directorate of the Ministry of Defense of the Soviet Union, 1967b, p. 270.
41. ↑  http://www.warheroes.ru/hero/hero.asp?Hero_id=3629. En ruso; traducción al inglés disponible. Consultado el 21 de mayo de 2020.
42. ↑  Tsapayev y Goremykin, 2014, pp. 463–465.
43. ↑  Feskov et al., 2013, p. 382.
44. ↑  Tolstykh, Viktor (23 June 2016). «Краткая история 6 гв. омсбр – 1962–1997 гг.» [Breve historia de la 6.ª Brigada Motorizada Independiente de Guardia, 1962–1997]. 10otb.ru (en ruso). Consultado el 28 de mayo de 2017.